# Patrycia Ziółkowska
Patrycia Ziółkowska (* 19. April 1979 als Patrycja Ziółkowska in Sokołów Podlaski, Masowien) ist eine deutsche Schauspielerin.

## Leben
Ihre Ausbildung absolvierte Ziółkowska an der Westfälischen Schauspielschule Bochum. Es folgten Engagements in Hannover, Bonn, dem Deutschen Schauspielhaus Hamburg, der Volksbühne Berlin, der Schaubühne Berlin und am Schauspiel Köln. Von 2010 bis 2016 war sie festes Ensemblemitglied des Thalia Theaters Hamburg. Seit der Spielzeit 2017/18 ist Patrycia Ziółkowska Ensemblemitglied am Schauspiel Frankfurt. Seit der Spielzeit 2020/21 arbeitet sie wieder freiberuflich.
2008 wurde sie als Beste Hauptdarstellerin Nordrhein-Westfalens geehrt und für den Theaterpreis DER FAUST vom Deutschen Bühnenverein nominiert. Für ihre herausragende darstellerische Leistung in Goethes Faust I und Faust II wurde sie 2012 mit dem Rolf-Mares-Preis ausgezeichnet. Für ihre Darstellung in Ödipus der Tyrann von Sophokles am Schauspielhaus Zürich erhielt sie gemeinsam mit Alicia Aumüller den Gertrud-Eysoldt-Ring 2022.

## Filmografie
- 2001: Vorspiel mit Nachspiel
- 2001: Anam
- 2002: Morgen
- 2002: Solino
- 2002: Tatort: Schlaf, Kindlein, schlaf
- 2002: Tatort: Schatten
- 2003: Hühnchen rupfen
- 2003: Ein starkes Team: Das große Schweigen (Fernsehserie)
- 2003: Tatort: Im Visier
- 2004: Rien ne va plus
- 2004–2007: Stubbe – Von Fall zu Fall (Fernsehserie)
  - 2004: Tödliches Schweigen
  - 2005:  Harte Kerle
  - 2006: Verhängnisvolle Freundschaft
  - 2007: Schmutzige Geschäfte
  - 2009: Im toten Winkel
- 2007: Underdogs
- 2007: Auf der anderen Seite
- 2008: Tatort: Auf der Sonnenseite
- 2009: Tatort: Häuserkampf
- 2009: Ein Schnitzel für drei (Fernsehfilm)
- 2009: Das Duo – Wölfe und Lämmer (Fernsehserie)
- 2010: Küstenwache – Wunden der Vergangenheit (Fernsehserie)
- 2012: Die Pfefferkörner – Sneakerfieber (Fernsehserie)
- 2014: Willkommen im Klub
- 2015: Hiszpanka
- 2016: Tatort: Borowski und das verlorene Mädchen
- 2016: Nachtschicht – Ladies First
- 2018: Polizeiruf 110: Demokratie stirbt in Finsternis
- 2018: Spätwerk (Fernsehfilm)
- 2021: Tatort: Rhythm and Love
- 2021: Die Luft, die wir atmen (Fernsehfilm)
- 2022: Nord Nord Mord – Sievers und das mörderische Türkis (Fernsehserie)
- 2022: Der Staatsanwalt – Alles vom Leben (Fernsehserie)
- 2022: Ein Fall für zwei – Kanalratten (Fernsehserie)
- 2022: Meine Tochter, Kreta und ich (Fernsehfilm)
- 2024: Tatort: Es grünt so grün, wenn Frankfurts Berge blüh’n

## Theater (Auswahl)
- 2007: Schauspiel Köln – Kriemhild in Die Nibelungen von Friedrich Hebbel, Regie: Karin Beier
- 2007: Schaubühne Berlin – Moliere von Feridun Zaimoglu, Regie: Luk Perceval
- 2008: Schauspiel Köln – Absyrtus und Kreusa in Das goldene Vlies von Franz Grillparzer, Regie: Karin Beier
- 2008: Schauspiel Köln – Faust, Teil 1 von J. W. v. Goethe
- 2009: Schauspiel Köln und Thalia Theater – Die Kontrakte des Kaufmanns von Elfriede Jelinek, Regie: Nicolas Stemann
- 2009: Thalia Theater – Nathan der Weise von Gotthold Ephraim Lessing, Regie: Nicolas Stemann
- 2009: Thalia Theater – Ödipus, Tyrann, Regie: Dimiter Gotscheff
- 2010: Thalia Theater – Kinder der Sonne von Maxim Gorki, Regie: Luk Perceval
- 2011: Thalia Theater – Faust II von J. W. v. Goethe, Regie: Nicolas Stemann
- 2013: Thalia Theater – Die Brüder Karamasow von Fjodor Dostojewski, Regie: Luk Perceval
- 2013: Thalia Theater – Hedda in Hedda Gabler von Henrik Ibsen, Regie: Jan Bosse
- 2015: Thalia Theater – Winterreise von Elfriede Jelinek, Regie: Anne Lenk
- 2015: Thalia Theater – Clémence in Liebe nach Émile Zola, Regie: Luk Perceval
- 2018: Schauspiel Frankfurt – Alkmene in Amphitryon von Heinrich von Kleist, Regie: Andreas Kriegenburg
- 2018: Schauspiel Frankfurt – Atossa in Die Perser von  Aischylos, Regie: Ulrich Rasche
- 2023: Schauspielhaus Zürich – Ödipus Tyrann, Regie: Nicolas Stemann

## Hörspiele (Auswahl)
- 2008: Maraike Wittbrodt: Glücksbrief – Regie: Beatrix Ackers (Kinderhörspiel – DKultur)
- 2008: Tadeusz Borowski: Bei uns in Auschwitz (Maria) – Regie: Kai Grehn (Hörspiel – RBB)
- 2012: Marie Lu: Legend – Fallender Himmel (June) – Regie: Angelika Schaack
- 2013: Marie Lu: Legend – Schwelender Sturm (June) – Regie: Angelika Schaack
- 2015: Mona Winter: Eine von vielen (Cleo) – Regie: Mona Winter (Hörspiel – RBB)
- 2016: Mariola Brillowska: Danziger Tassen – Regie: Mariola Brillowska (Hörspiel – Norddeutscher Rundfunk)
- 2019: Florian Zeller: Vater – Regie: Ulrich Lampen (hr)
- 2022: Mona Winter: Tod im Leben (Hörspiel – RBB)